# Kompaktifikacija (matematika)
Kompaktifikacija je postopek ali rezultat delovanja s katerim naredimo topološki prostor kompakten.
Znanih je več načinov kompaktifikacije. Vsi načini pa uporabljajo način s prehodom v neskončnost z načinom dodajanja točk v neskončnosti ali pa s preprečevanjem takšnega »pobega«.

## Zgled kompaktifikacije
Obravnavajmo realno premico z njeno običajno topologijo. Ta prostor ni kompakten, ker lahko gredo točke v neskončnost na levo ali desno stran. Realno premico lahko spremenimo v kompaktni prostor, če dodamo točko v neskončnosti, ki jo označimo z ∞. Rezultat lahko prikažemo kot krožnico, ki je kompaktna, kot zaprto in povezano podmnožico evklidske ravnine. Vsako zaporedje, ki teče do neskončnosti po realni premici, na koncu v takšni kompaktifikaciji konvergira proti ∞.

## Definicija
Vložitev topološkega prostora X kot goste podmnožice kompaktnega prostora se imenuje kompaktifikacija topološkega prostora X. Pogosto je koristno, če vložimo topološke prostore v kompaktne prostore, ker imajo kompaktni prostori posebne značilnosti.
Vložitve v kompaktne Hausdorffove prostore so še posebno zanimive. Ker pa je vsak kompaktni Hausdorffov prostor tudi prostor Tihonova in je vsak podprostor prostora Tihonova. Iz tega lahko sklepamo, da je vsak prostor, ki vsebuje Hausdorffovo kompaktifikacijo, tudi prostor Tihonova. Velja tudi obratno.

### Točkovna kompaktifikacija Aleksandrova
Za vsak topološki prostor X se točkovna kompaktifikacija Aleksandrova αX za X dobi z dodajanjem posebne točke v neskončnosti z oznako ∞. Definira se še odprta množica za nov prostor tako, da je ta odprta množica za X skupaj z množicami G U{∞}. G je odprta podmnožica množice X, tako da je X\G zaprta in kompaktna. Točkovna kompaktifikacija množice X je Hausdorffova samo, če in samo, če je X Hausdorffova in lokalno kompaktna.

### Stone-Čechova kompaktifikacija
Posebno zanimive so Hausdorfove kompaktifikacije. To so kompaktifikacije v katerih je kompaktni prostor Hausdorffov prostor. Topološki prostor vsebuje Hausdorffovo kompaktifikacijo, če in samo, če je prostor prostor Tihonova. V tem primeru obstoja »najsplošnejša« Hausdorffova kompaktifikacija, ki jo imenujemo Stone-Čechova kompaktifikacija prostora X. To kompaktifikacijo označujemo z βX.
Izraz »najsplošnejša« pomeni, da je za prostor βX značilna univerzalna lastnost, da je za vsako zvezno funkcijo iz X v kompaktni Hausdorffov prostor K lahko razširimo v zvezno funkcijo iz βX v K na enoličen način.